# EN 60601-2-5
Die EN 60601-2-5 mit dem Titel „Medizinische elektrische Geräte – Teil 2-5: Besondere Festlegungen für die Sicherheit von Ultraschall-Physiotherapiegeräten“ ist Teil der Normenreihe EN 60601.
Herausgeber der DIN-Norm DIN EN 60601-2-5 ist das Deutsche Institut für Normung.
Die Norm basiert auf der internationalen Fassung IEC 60601-2-5. Im Rahmen des VDE-Normenwerks ist die Norm als VDE 0750-2-5 klassifiziert, siehe DIN-VDE-Normen Teil 7.
Diese Ergänzungsnorm regelt allgemeine Festlegungen für die Sicherheit, Prüfungen und Richtlinien für Ultraschall-Physiotherapiegeräte.

## Gültigkeit
Die deutsche Ausgabe 12.2001 ist mit ihrem Ausgabedatum als Deutsche Norm angenommen.
- Achtung: Im März 2008 wurde ein neuer Entwurf veröffentlicht.
- Die aktuelle Fassung (12.2001) ist korrespondierend mit der 2. Ausgabe der DIN EN 60601-1 anzuwenden.
- Der Entwurf 3.2008 ist korrespondierend zur 3. Ausgabe der DIN EN 60601-1 anzuwenden.

## Anwendungsbereich
„Diese besonderen Festlegungen legen Anforderungen für die Sicherheit von Ultraschall-Physiotherapiegeräten für die medizinische Anwendung fest,(…).
Diese besonderen Festlegungen gelten nicht für:
- Geräte, bei denen ein Werkzeug mit Ultraschall angetrieben wird (beispielsweise Geräte zur Anwendung in der Chirurgie und Zahnheilkunde);
- Geräte, bei denen fokussierte Ultraschall-Pulswellen zur Zerstörung von Nieren- oder Blasensteinen (Lithotripsie) verwendet werden, für weitere Informationen wird auf EN 60601-2-36 verwiesen;
- Ultraschall-Physiotherapiegeräten, bei denen fokussierte Ultraschall-Pulswellen angewendet werden.“

## Zusatzinformation
Folgende geänderte Anforderungen sind in der EN 60601-2-25 enthalten (Auszug):
- Störfestigkeit (EMV)
- Abgabe von Energie (Ultraschall, Wärme)
- Schutz gegen gefährliche Ausgangswerte